# 賈信
賈信（？—？），將軍，東漢末及三國時期曹魏官員。

## 生平
建安十六年（211年），曹操西征馬超、韓遂等人，命其長子曹丕留守。河間人田銀、蘇伯藉此時機，於當地叛亂，並煽動鄰近的幽州和冀州。曹丕本打算親自討平，但常林認為他們只是烏合之眾，難成大器；而且曹操出征，曹丕應安守鄴城，不應輕率出征。曹丕聽從並派將軍賈信討平。
叛軍中有千餘人請降，朝中大臣皆認為應按照舊法，盡誅降軍，程昱卻說：「以前之所以要誅殺投降者，是因為當時局勢動蕩，天下大亂，攻打賊人時採取『圍而後降者不赦』的方針，目的在於向其它亂黨顯示不儘早投降的後果，讓所有敵人都感到懼怕，未圍先降，那以後用兵便不需要動輒圍城。如今天下形勢大致已經安定，而且今次的戰事是發生在領土之內，這些都是不成氣候的賊眾，殺了他們也沒有可以示威示懼的地方，失去了以往誅降的策略意義。因此我認為這些降兵不可誅殺；即使要誅殺他們，也要先詢問曹公的意見。」可是當時的大臣都說：「軍事方面我們可以自行下決定，毋須事事向曹公啟奏啊！」程昱聞言後，不再作出回應。
直至朝議完結後，曹丕離開議堂，特地引見程昱，向其詢問：「您似乎言猶未盡？」程昱方才表示：「所謂『可以自行下決定』的制度，是指面對臨時之急，需要盡速立定決策的時候，才可以實行的。如今反賊已經被賈信制服，此事不會突發太過急劇的異變。因此老臣才不希望將軍急於自作主張，做出專制的事情。」曹丕這才明白程昱的苦心，嘆道：「程君真是考慮得十分周到啊！」他即時將河間叛變一事向曹操交代。曹操因居府長史國淵亦認為請降餘黨並非首惡，為其求赦，果然下令不誅降者，使得這千餘人都得以保命。